# Aude
Die Aude ist ein Fluss in Süd-Frankreich, in der Region Okzitanien. Sie entspringt in den Pyrenäen, im Gemeindegebiet von Les Angles. Ihre Quelle befindet sich im Regionalen Naturpark Pyrénées Catalanes. Die Aude entwässert zunächst generell Richtung Nord, dreht bei Carcassonne auf Ost, später auf Südost und mündet nach rund 224 Kilometern, im Gemeindegebiet von Fleury, ins Mittelmeer.
Der Fluss ist im Oberlauf naturbelassen, weiter abwärts wird die Aude teilweise zur Stromerzeugung aufgestaut. Der Unterlauf östlich von Carcassonne gilt als landschaftlich wenig reizvoll; das Flusswasser wird zur Bewässerung von Feldern genutzt.

## Départements und Städte
- Pyrénées-Orientales (66): Matemale, Formiguères
- Ariège  (09): Rouze
- Aude (11): Axat, Quillan, Couiza, Limoux, Carcassonne, Trèbes, Coursan
- Hérault (34): Olonzac

## Nebenflüsse
–Reihenfolge flussabwärts–
- Lladura, von links in Réal, Länge 16 km
- Aiguette, von rechts in Sainte-Colombe-sur-Guette, 20 km
- Rebenty, von links in Saint-Martin-Lys, 34 km
- Saint-Bertrand, von rechts in Quillan, 19 km
- Sals, von rechts in Couiza, 20 km
- Corneilla, von links in Limoux, 22 km
- Cougaing, von links in Limoux, 17 km
- Sou, von links in Cépie, 29 km
- Lauquet, von rechts in Couffoulens, 36 km
- Fresquel, von links in Carcassonne, 63 km
- Orbiel, von links in Trèbes, 41 km
- Bretonne, von rechts in Barbaira, 15 km
- Naval, von links in La Redorte, 19 km
- Argent-Double, von links in La Redorte, 37 km
- Ognon, von links in Olonzac, 23 km
- Jourre, von rechts in Canet, 22 km
- Orbieu, von rechts in Saint-Nazaire-d’Aude, 84 km
- Cesse, von links in Saint-Marcel-sur-Aude, 54 km

## Schifffahrt
Generell ist auf der Aude keine Schifffahrt möglich. Flussabwärts von Carcassonne begleitet der Fluss jedoch den Canal du Midi und wird teilweise zur Wasserversorgung des Schifffahrtskanals genutzt.
Im Bereich von Sallèles-d’Aude wird der Fluss vom Canal de la Robine gequert, der Richtung Norden durch den Canal de Jonction eine Verbindung zum Canal du Midi hat. Hier ist auf wenigen hundert Metern die Schifffahrt auf der Aude gestattet.
|  |  |